# Josip Skoko
Josip Skoko (Mount Gambier, 10 december 1975) is een Australisch gewezen voetballer van Kroatische afkomst.

## Clubcarrière
Skoko speelde in eigen land tot 1995 voor North Geelong Warriors. Zijn eerste Europese club werd HNK Hajduk Split (1995-1999). Vervolgens kwam hij via Racing Genk (1999-2003), waarmee hij in 2002 Belgisch landskampioen werd, en het Turkse Gençlerbirligi (2003-2005) in Engeland terecht. Sinds 2005 staat Skoko daar onder contract bij Wigan Athletic, hoewel de middenvelder in 2006 op huurbasis voor Stoke City FC speelde. Van 2008 tot 2010 speelde hij voor Hajduk Split en in 2010 tekende hij bij Melbourne Heart. Hij kondigde aan na het seizoen 2010-2011 te stoppen als voetballer.

## Interlandcarrière
Skoko speelde met de Olyroos, het Australisch Olympisch elftal, op de Olympische Spelen van 2000 in Sydney. Hij debuteerde in 1997 in het Australisch nationaal elftal tegen Macedonië. Skoko behoorde tot de selectie van de Socceroos voor de Confederations Cups van 1997, 2001 en 2005 en het WK 2006. Op de Confederations Cup 2001 scoorde hij tegen Mexico en op het toernooi van 2005 maakte hij tegen Duitsland het eerste Australische doelpunt. Op het WK kwam Skoko echter niet aan spelen toe.

## Trainer
Skoko is sinds 2011 jeugdtrainer bij North Geelong Warriors.